# Trójská válka
Trójská válka je legendární, deset let trvající dobývání maloasijského města Tróje řeckými bojovníky vedenými mykénským králem Agamemnónem. Řekové se do války vypravili poté, co syn trójského krále Paris unesl Helenu, manželku spartského krále Meneláa. Nejslavnějším řeckým bojovníkem byl Achilles, vůdcem Trójanů Hektór. Řekové nakonec zvítězili pomocí lsti, kdy obyvatelům Tróje darovali dřevěného koně (trójský kůň neboli danajský dar). Příběh o trójské válce je znám především z Homérových eposů, Ilias, která přímo líčí poslední část války, a Odysseia, která vypráví osudy jednoho z bojovníků, ithackého krále Odyssea, po skončení války. Po vzoru Homéra vylíčil Vergilius v eposu Aeneis příběh uprchlého trójského válečníka Aineiáse coby praotce starověkých Římanů.
Trojská válka patří k nejznámějším příběhům starořecké kultury. Historickým jádrem báje jsou zřejmě boje Achájů v mykénském období, asi kolem roku 1200 př. n. l.

## Úvod
Trója je legendární město ležící na severozápadě dnešního Turecka, jihozápadně od Dardanel pod horou Ida. Dnes se na něj však spíše hledí jako na archeologickou lokalitu, tradičně považovanou za dějiště tzv. trójské války.
Téma trójské války je až do dnešní doby zastřené velikým tajemstvím. V současnosti se vedou spory nejen o její datování, ale dokonce i o její existenci. Nejstarším zdrojem informací o této události je Ilias a Odyssea, pravděpodobně dílo slepého řeckého básníka Homéra, který žil někdy kolem 8. století př. n. l. O tom, zda tento básník opravdu žil a jestli je opravdu autorem tohoto epického skvostu, se však vedou spory už od starověku. Jeho dílo potom přepracoval a rozšířil římský básník Vergilius ve své Aeneis a po něm mnoho dalších autorů, které lákaly dálky dávno zaprášených událostí. Zmínky o Tróji lze najít i v některých chetitských textech. V roce 1920 objevil švýcarský badatel Emil Forrer spojitosti mezi místními názvy Wilusa a Ilium, nebo jmény Alaksandus, král Wilusy, a Alexandros (Paris) z Tróje. Tyto domněnky většina badatelů zpochybnila či prohlásila za neprokazatelné, avšak nové objevy jim dnes přikládají už větší váhu.

## Založení Tróje
Podle jednoho příběhu o založení města přišli do dnešní Malé Asie Kréťané pod vedením královského syna Skamandra. Jeho potomci pak na novém území zakládali nové vesnice a chrámy. Samotné město Trója nechal pravděpodobně vystavět jistý Illos, syn Tyrhénského Dardana (podle něho se také město nazývalo Ilium či Ílion). Jisté je, že trójský pahorek (dnes zvaný Hissarlik) byl obydlen už někdy ve 3. tisíciletí př. n. l. Město od té doby prošlo dlouhým vývojem, což dokazují dnešní archeologické vykopávky.

## Dějiny města

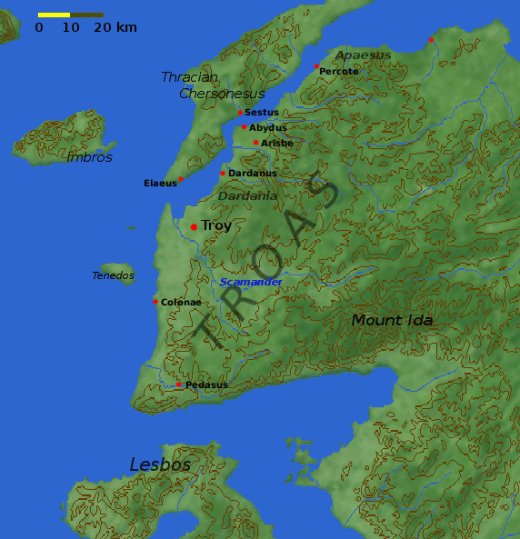
Mapa Troädy (dnes Turecko)

Již nejstarší město mělo pravděpodobně velký význam, neboť bylo obehnáno hradbami. Tato vrstva již vykazuje dokonce znalost kovů, domy byly budovány na kamenné podezdívce. K rozkvětu obchodu zde došlo díky výhodné pozici, která umožňovala dohled nad úžinou Dardanely, jíž musela projet každá obchodní loď směřující do Černého moře.
Na ni pak navazuje další vrstva z let 2400–2000 př. n. l., jejíž hradby byly postaveny z kamení a cihel. Nalezená keramika již vykazuje znalost hrnčířského kruhu a vypalovacích pecí. Druhá vrstva byla Schliemannem mylně považována za Homérovu Tróju a její bohaté nálezy nazvány „Priamovým pokladem“. Jeho omyl však prokázaly pozdější archeologické výzkumy. Kolem roku 1900 př. n. l. byla Trója II. vypálena, snad v souvislosti se stěhováním maloasijských kmenů.
Na spáleništi vznikly vrstvy III., IV. a V., neopevněné a mnohem chudší, jejichž nálezy prozrazují styk s řeckou pevninou.
Vrstva VI. rozšířila hradby podle mykénského vzoru, ale památek se dochovalo velmi málo, protože byly zničeny při pozdějším přestavování. Nebyly zde nalezeny ani žádné tělesné ostatky. Město bylo zničeno kolem roku 1300 př. n. l., pravděpodobně zemětřesením.
Vrstva zvaná VIIa je na základě stylu keramiky zasazena do období druhé poloviny 13. století př. n. l. , a je tedy nejpravděpodobnějším kandidátem na Homérskou Tróju. Vykazuje také určité znaky válečného dobývání).
Město je navíc pokryto vrstvou popela, což by mohlo korespondovat s řáděním achájských bojovníků po dobytí města. Zatím však byly odkryty pouze malé části této vrstvy, tudíž i málo nálezů, a tak je možné, že zkázou města nebyli řečtí vojáci, ale přírodní pohroma. Po půl století ležel Hissarlik zpustošen, stopy zůstaly jen po putujících kmenech. Osmé a deváté město, vzniklá na troskách několika jejich předchůdců, patří už k době helénistické. Stalo se významným obchodním centrem, ovšem pouze do doby, než byla ustanovena Konstantinopol jako hlavní město východní říše. V éře byzantské pak postupně upadalo, až nakonec zaniklo.

## Nejvýznamnější archeologické výpravy

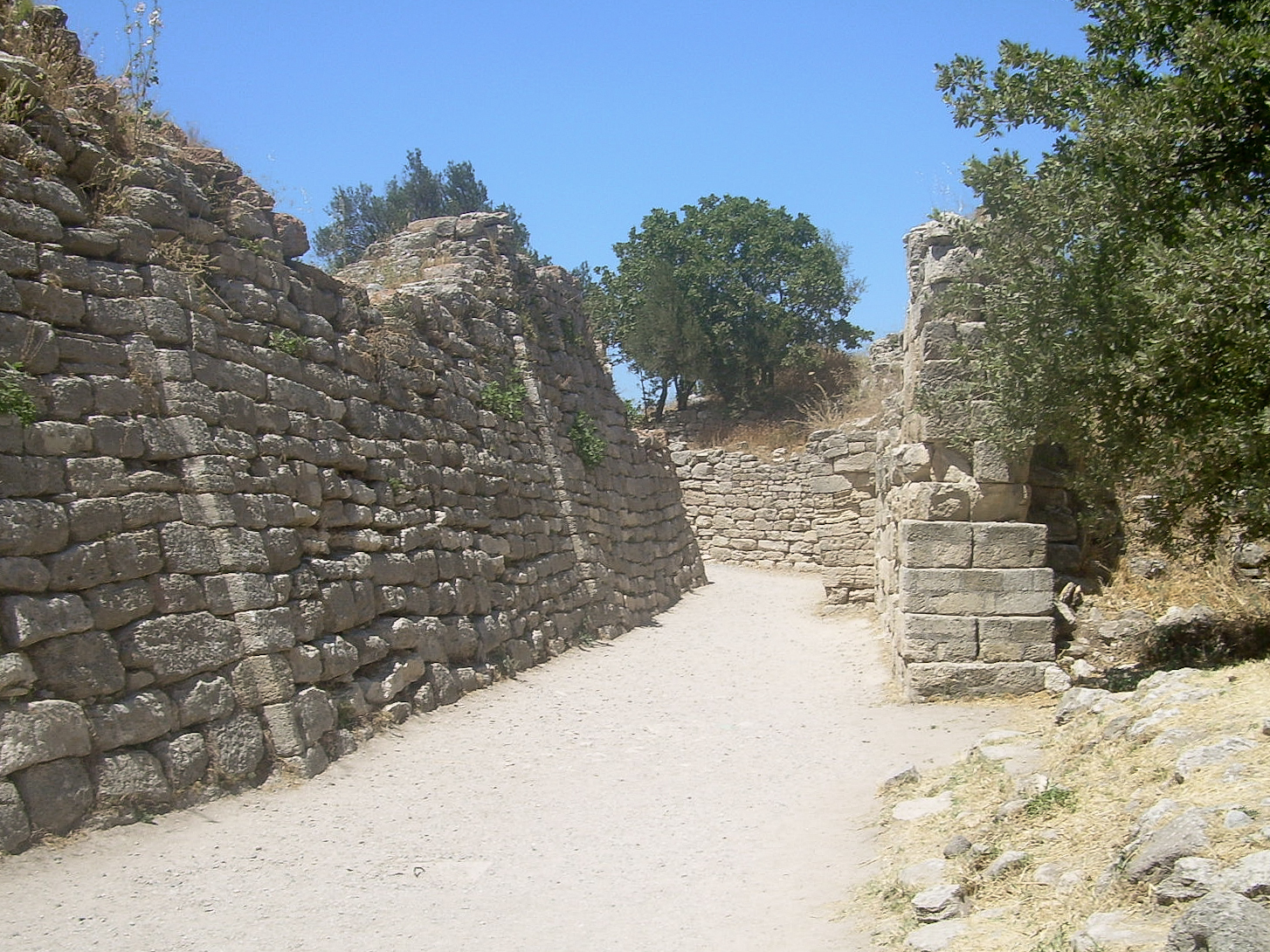
Trójské hradby

S rozvojem moderní historické kritiky byl příběh o trójské válce zatlačen do oblasti pouhých legend. Historikové přestali věřit v jeho pravdivost, avšak s příchodem sedmdesátých let 19. století se jejich názor opět změnil. Nadšený německý archeolog Heinrich Schliemann odkryl tajemství ukryté pod povrchem pahorku Hissarlik. Objevil zde ruiny několika starověkých měst a prozkoumal pět hrobů, které považoval za místo posledního odpočinku trójského Priama a jeho potomků. Druhou vrstvu označil za Homérovu Tróju a tato jeho identifikace byla dlouhou dobu přijímána. Po Schliemannovi bylo naleziště odkryto týmem archeologů pod vedením W. Dörpfelda (1893/1894) a Carla Blegena (1932–1938). Jejich vykopávky prokázaly, že na tomto místě stálo nejméně devět různých starověkých měst.
Dalším významným archeologem zabývajícím se otázkou trójské války byl profesor Manfred Korfmann s týmem z Tübingenské univerzity a Univerzity v Cincinnati. Jejich průzkum odkryl v polích pod pevností hluboký příkop, v němž leželo mnoho pozůstatků z doby bronzové. Možným svědectvím o průběhu bitvy by mohly být nalezené hroty šípů z počátku 12. století př. n. l.

## Datace
Přesný letopočet konání války o Tróju se dá jen stěží určit. Již u starověkých historiků se názory rozcházejí. Podle výpočtů Eratosthena došlo k pádu města přesně v roce 1184 př. n. l. Hérodotos zase uvádí letopočet 1250. Homér klade trójskou válku do doby mykénské, tzn. že hranicí je konec 12. století př. n. l., kdy padla mykénská kultura pod náporem Dórů ze severu. Již v průběhu dvanáctého století však museli Řekové odolávat jejich nájezdům, takže je dost nepravděpodobné, že by se vydávali na dobyvačné cesty do Malé Asie. To je jeden z důvodů, pro které se strhávají pře o konání trójské války. Nejběžněji udávaným rozmezím je 1250–1200 př. n. l., avšak objevují se i starší letopočty, dokonce i ze 14. století př. n. l. V tom případě je nasnadě souvislost se stěhováním "mořských národů".

## Příčiny války

Mapa Homérova Řecka

Skutečná příčina boje o město na pobřeží Malé Asie se pravděpodobně dnes už nedá přesně zjistit. Existuje mnoho různých názorů, z nichž nejrealističtější je asi tvrzení, že trójská válka byla pouze válkou obchodní, neboť Trója ve svém rozkvětu byla jedním z významných měst stojících na východní obchodní cestě. Ovládala cenný obchod se zlatem, stříbrem, dřevem, konopím, rybami, olejem či čínským nefritem a její dobytí řeckým národům umožnilo vybudovat své kolonie podél oné obchodní stezky, kde nebylo těžké rychle zbohatnout.
Další verze je taková, že válka byla pouze vyhrocením dlouhotrvajícího nepřátelství mezi řeckými Lokry a Priamem. Důvodem sporu byl únos Priamovy sestry jistým Aiakovcem Telamónem, který se podílel i na stavbě trójských hradeb. To hrálo důležitou roli v pozdějším vývoji války, neboť podle věštby boha Apollóna mělo být právě místo postavené Aiakem prolomeno. Byla to západní zeď a právě ta, jak prokázaly Dörpfeldovy vykopávky, byla z neznámých důvodů nejslabší. Z těchto Lokrů pocházel i velký Achilleův přítel Patroklos.
Podle starých řeckých pověstí byl však příčinou trójské války osobní spor. Básník Homér se sice ve svém eposu Ílias o konkrétním původu tohoto sporu nezmiňuje, avšak několikrát v průběhu děje naráží na krásnou Helenu a pohledného Parida.
V bájích je Helena líčena jako překrásná dcera spartského krále Tyndarea, za níž proudily davy nápadníků z celého Řecka. Byli mezi nimi mladí, krásní, mocní i odvážní, její volba však padla na nejbohatšího z Achájů, budoucího krále Sparty – Meneláa.
Paris byl zase ztraceným synem trójského Priama a jeho ženy Hekabé. Chlapec měl být okamžitě po narození zavražděn, neboť věštci (Sibyla) předpověděli, že se stane zkázou nejen rodiny, ale celé Tróje, avšak Priamos nedokázal svého syna zabít, a tak ho nechal pouze odvézt z města. Na venkově se ho ujal správce stád Agelaos a chlapce vychoval.

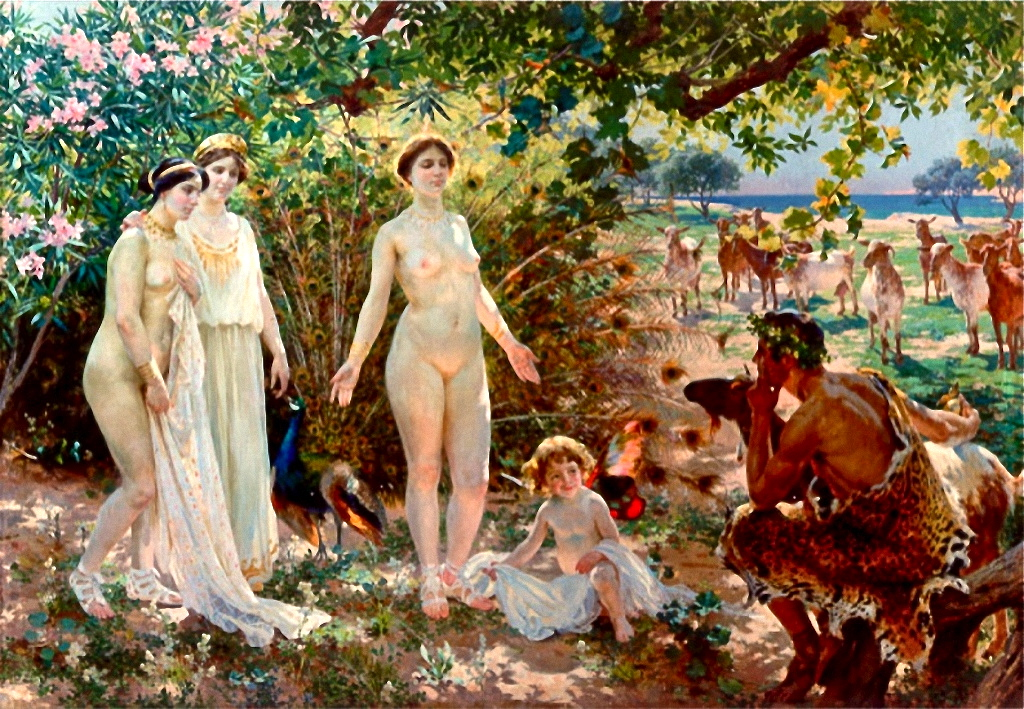
Paridův soud, Enrique Simonet (1904)

Jednou vypukla pře mezi bohyněmi Hérou, Afrodítou a Athénou o to, která z nich je nejkrásnější. (Spor o zlaté jablko věnované bohyní sváru: „Té nejkrásnější z nich“) Souhlasily, že nechají Parida rozhodnout jejich spor. Každá z nich mu nabízela mnoho darů za to, že právě ji prohlásí za nejhezčí. Héra mu nabízela vládu nad Evropou i Asií a Athéna moudrost a válečné umění. Afrodíté mu však nabídla dar nejcennější, lásku – zapřisáhla se mu, že se postará o to, aby se do něj zamilovala spartská Helena a stala se jeho. Tak se Paris rozhodl pro vítězství Afrodíty. Tato událost je známa jako Paridův soud a byla námětem mnoha uměleckých děl.
Brzy na to se konečně setkal s Helenou, která se do něho opravdu ihned zamilovala a odešla s ním do Tróje, čímž velice rozhněvala Meneláa. Meneláos pak společně se svým bratrem Agamemnonem svolali hotovost a vedli vojsko proti Tróji.

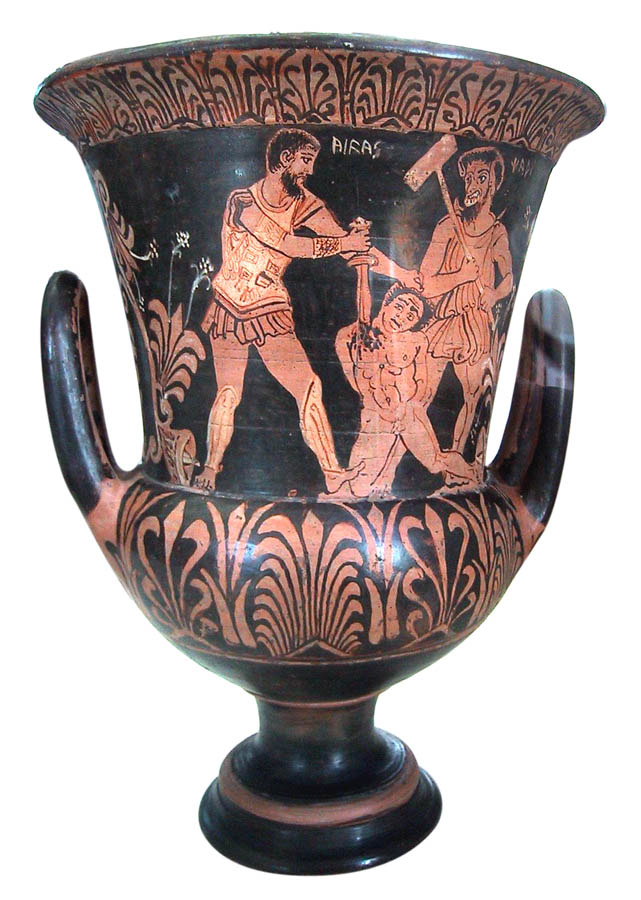
Achilles zabíjející trójského zajatce

Do boje za čest řeckého velmože se vydalo podle Homérova líčení 1144 lodí s vojáky z Athén, Sparty, Mykén, Thessalie, Pylu, Arkadie, Salamíny, Ithaky, Kréty, Rhodu, Élidy, Bojótie, Euboie a mnoha dalších městských států z různých koutů Řecka. Většina z vůdců těchto států totiž byla dřívějšími Heleninými nápadníky, kteří na rozčtvrceném obětním koni přislíbili věrnost tomu, koho si Helena vyvolí za chotě. Do války tedy kráčel i Odysseus z Ithaky, Velký Aiás ze Salamíny, Patroklos, Diomédes (král v Argu) a jiní hrdinové, kteří se později u Tróje vyznamenali.
Jednu z nejvýznamnějších rolí hrál také bájný Achilleus, syn krále Pélea a mořské bohyně Thetis, bez jehož pomoci by prý Trója nemohla být dobyta. Věštba mu však předpověděla, že pokud se jednou k Tróje vydá, nikdy se nenavrátí domů. Thetis měla na výběr – buď se Achilleus stane slavným a mladý zemře, nebo prožije dlouhý život doma, ale bez slávy. Jako matka však nechtěla přijít o svého milovaného syna, takže se rozhodla Achillea skrýt v dívčích šatech v paláci skyrského krále Lykoméda. Moudrý Odysseus však brzy prohlédl jeho převlečení a Achilleus přislíbil, že povede svůj kmen Myrmidonů k Tróji.
Lodě se pak shromáždily v přístavu Aulidě, odkud společně vypluly směrem k Tróji. Když dorazily na místo, vytáhla posádka lodě na břeh a zbudovala si kolem nich stanové tábořiště, které obehnala zdí a hlubokým příkopem. Devět dlouhých let obléhali Řekové Tróju, plenili okolní vesnice a zmocňovali se měst. Avšak dobýt město jim prozatím nebylo souzeno, neboť věštba zaručovala, že Trója nepadne, dokud se Priamův syn Troilos nedožije dvaceti let. Vojska měla také poměrně vyrovnané síly, neboť na straně Tróje stálo mnoho spojenců, z nichž nejvýraznější úlohu hráli hlavně Lykijci, Mýsové, Kikoni, Dardani, Maioni, Frygové, Kárové, Pelasgové a Halisgóni. Trójští měli také velikou výhodu v městském opevnění.
Když se pak přiblížil konec devátého roku, přestali Řekové pustošit okolí a soustředili své síly na trójské pláni pod městskými hradbami.

## Rok desátý

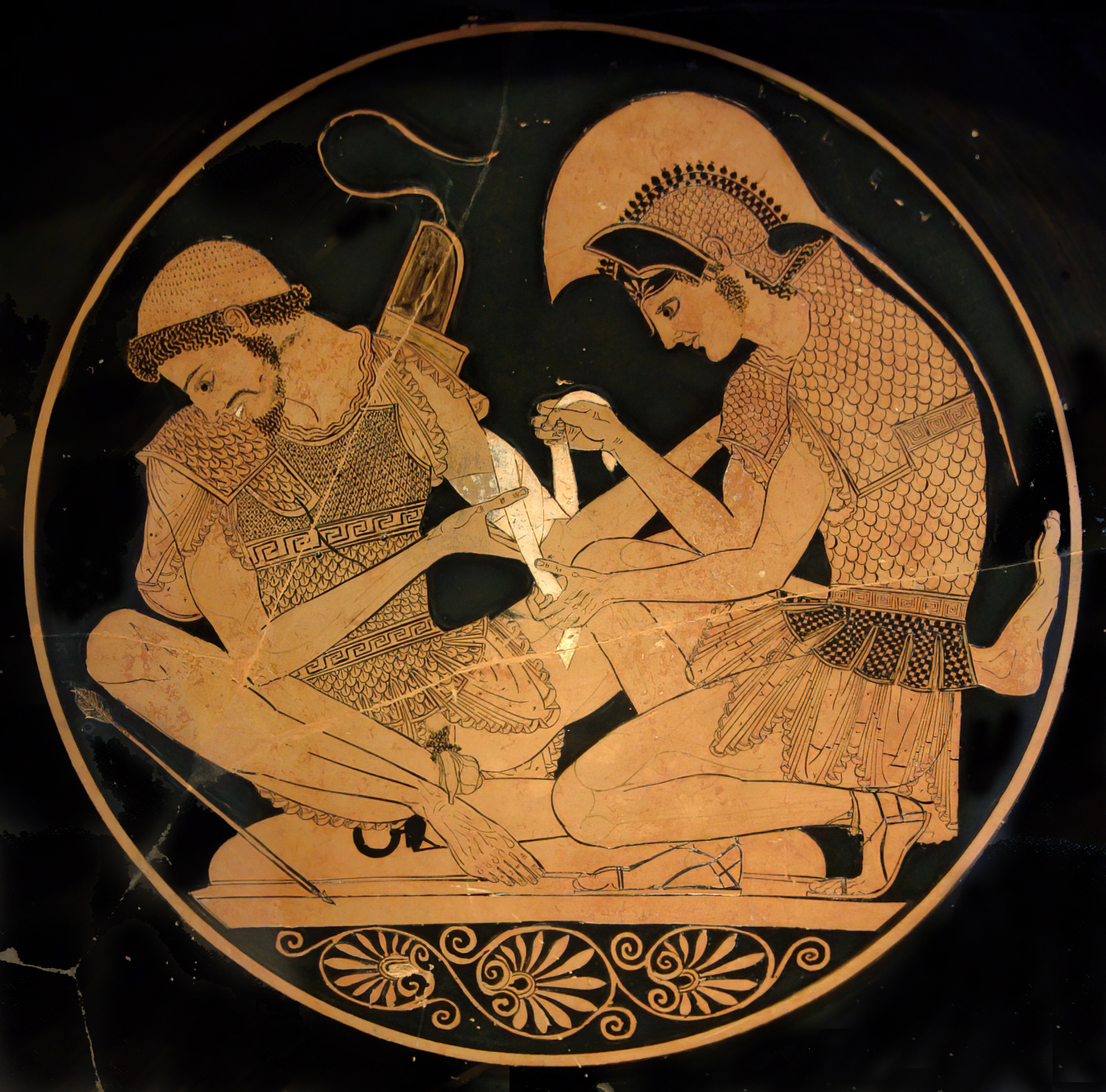
Achilles zavazující ruku Patroklovi

Desátý rok trójské války se začíná sporem o dceru Apollónova kněze Chrýsa, kterou unesl velitel Řeků, mykénský král Agamemnón. Apollón z hněvu seslal na achájský tábor mor. Po deset dnů sužovala choroba vojáky, než se Agamemnón rozhodl na jejich naléhání Chrýsovu dceru vrátit otci. Jako náhradu si však vyvolil Achilleovu milenku Bríseovnu, čímž v něm vyvolal velkou nevoli a nepřátelství. Achilles tedy odmítl za Agamemnóna bojovat, a s ním i jeho Myrmidoni z Thesálie. Agamemnón pak prohlásil, že o Achillovu pomoc nestojí, a vytáhl do boje bez něj.
Boj mezi oběma stranami byl celý protkán intrikami bohů a podle toho také probíhal. Ochránci řeckých vojsk byli například mořský Poseidón, Héra, Pallas Athéna nebo Achilleova matka bohyně Thetis, zatímco na straně trójské stál sám mocný Zeus, válečník Áres či stříbrnoluký Apollón. Bohové vyvolali i první bitvu desátého roku. Zeus seslal k Agamemnónovi sen, v němž ho pobízel k útoku. Vůdce tedy uposlechl jeho rady a vehnal muže do nelítostného boje. Vojska se však zatím nestřetla, poněvadž Paris, spatřiv blížící se nebezpečí, se rozhodl utkat s Meneláem v souboji. Bylo tedy uzavřeno příměří a dva muži se pustili do boje na život a na smrt. Znovu však do zasáhla bohyně Afrodíté a prohrávajícího Parida zachránila. Trójský bojovník Pandaros pak porušil příměří a zranil Meneláa šípem. Strhla se tedy bitva, která však neměla vítěze, a tak se obě strany dohodly, že druhý den bude boj pozastaven, aby mohli řádně pohřbít své mrtvé.

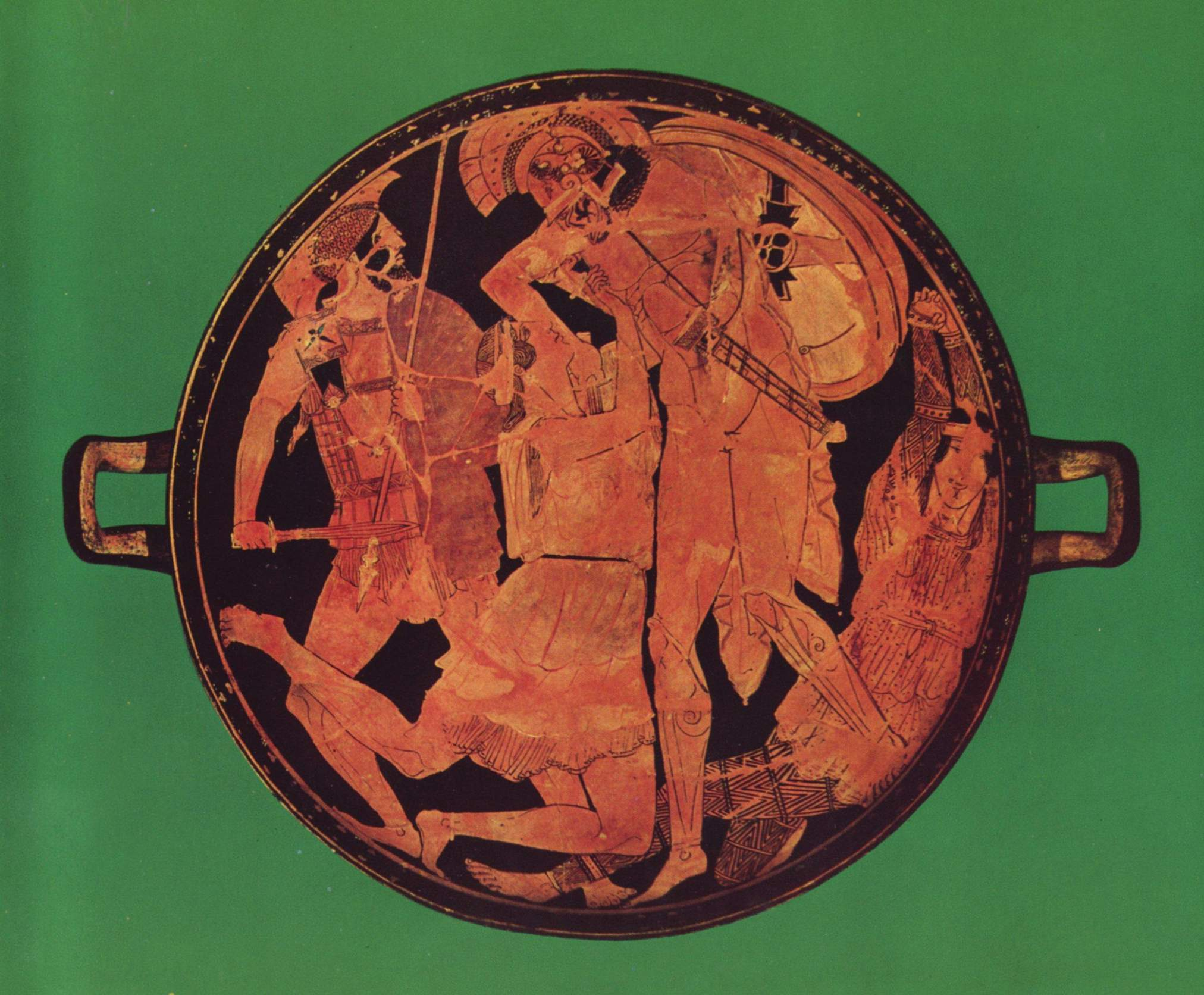
Achilles zabíjí Penthesileiu

V dalších bojových dnech se úspěchy střídaly. Jednou se podařilo Trójanům zatlačit Acháje až k hradbám tábořiště, přes které se však dále nedostali. Odtud pak byli dalším útokem Řeků vytlačeni zpět k městu. Pak byl však Agamemnón zraněn a morálka řeckého vojska značně poklesla. Trójané toho využili a postoupili až k táboru. Trójský vůdce Hektór, syn krále Priama, poručil pěší postup přes příkop a po delším obléhání se mu tak podařilo proniknout až k řeckým lodím. Avšak Patroklos, nejvěrnější Achilleův druh, zašel za Achilleem a požádal ho o povolení vytáhnout do bitvy v jeho zbroji. Když mu Achilles dal svoje svolení, vyšel Patroklos s vojáky do boje. Vyděšení Trójané si mysleli, že proti nim stojí sám Achilles, a otočili se rychle k útěku. Hektór však brzy poznal, že se za nádhernou Achillovou zbrojí skrývá slabší Patroklos, a posléze ho v souboji zabil.
Achilles jeho smrt nesl těžce. Rozhodl se tedy Trójanům krutě pomstít. Bohové mu ukovali novou zbroj a hrdina vstoupil na bitevní pole. Sám pobil mnoho trójských, zahnal je k městu, kde se pak utkal s Hektórem v souboji muže proti muži. Souboj byl sice velmi vyrovnaný, avšak Achilles byl poháněn vztekem a touhou pomstít přítele, takže Hektóra snadno porazil, jeho mrtvolu zneuctil a za vozem ji odtáhl do řeckého tábořiště.
Achillea však čekala brzká smrt (kterou už ovšem Homérův epos nezachycuje). Když se mu podařilo zatlačit Trójany až k městu, dospěl ke konci svojí nedlouhé, přesto slavné životní dráhy. Paridův šíp, řízený samotným Apollónem, jej zasáhl do paty, která byla jediným zranitelným místem na jeho těle, a Achilles pak v mukách zemřel na bitevním poli.

## Dobytí Tróje

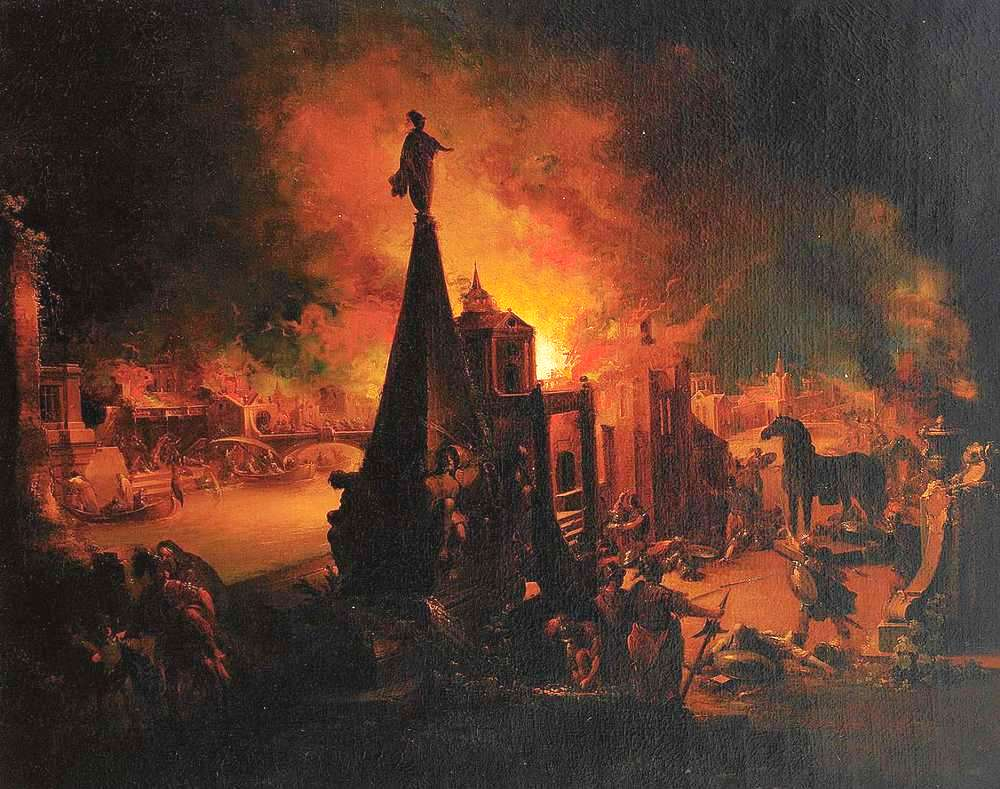
Hořící Trója (1759–1762), olejomalba J. G. Trautmann

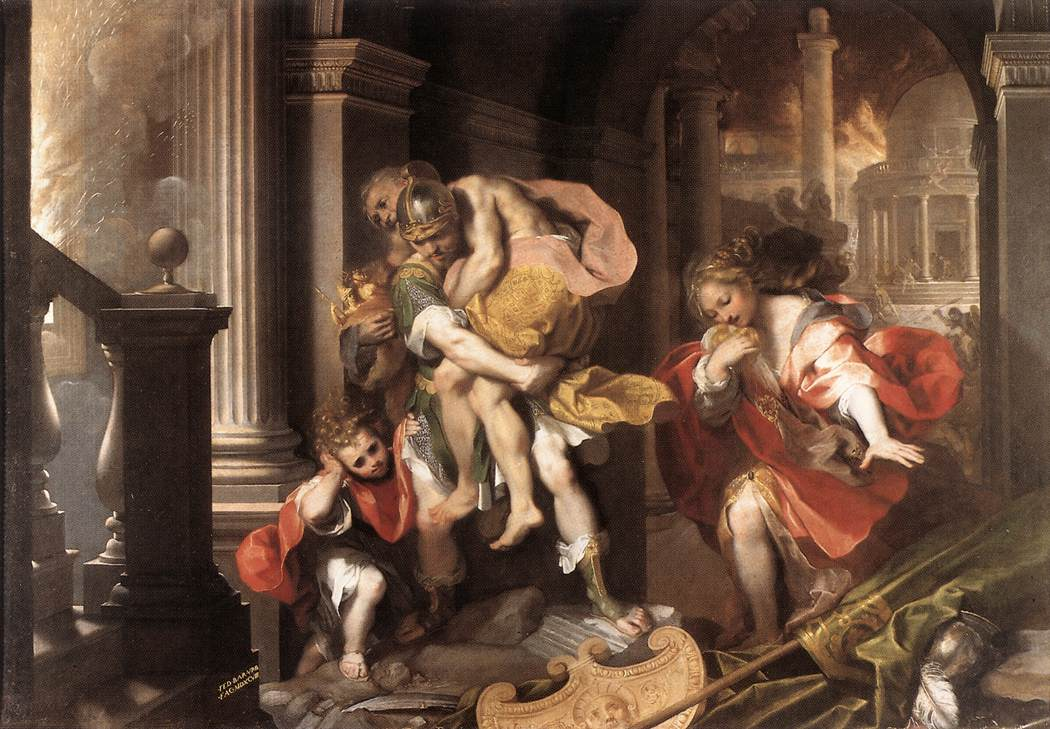
Aeneás prchající z dobytého města

Poslední okamžiky města a jeho dobytí už Homér ve své Iliadě nepopsal a dochovalo se až ve Vergiliově Aeneis. Podle pověstí přinesla zkázu města lest, za jehož autora bývá považován věštec Kalchás či věštec Prylis (jemu tu myšlenku vnukla sama Athéna). Za stavitele koně je považován zkušený tesař Epeios. Řekové postavili z lodních trupů obrovského dutého dřevěného koně a zasvětili ho Athéně, pak sklidili tábořiště a odpluli s loděmi do míst, kde nebyly z břehu vidět. Na pevnině zůstalo jen několik vojáků (jejich množství se v různých výkladech liší, avšak nejpravděpodobnější je počet 20–30 mužů) skrytých v útrobách dřevěného koně, a jeden zvěd, který měl za úkol zapálit pochodeň na znamení toho, že se podařilo koně dostat do města.
Bázliví Trójané pak v radosti z vítězství vtáhli koně za hradby, považujíce ho za dar na usmířenou. Po bouřlivých oslavách město tvrdě usnulo, zatímco Achájci vylezli padacími dveřmi v koňském břiše ven, dali znamení lodím a otevřeli městské brány pro spojence, kteří se mezitím znovu vylodili. Společnými silami pak rozespalé město pobili a zapálili.

## Závěr
Je třeba brát v úvahu, že Homér byl především básník a stál i svým způsobem na začátku dějepisectví svými záznamy historických dějů, i když s mytologickým nátěrem. V jeho díle lze najít mnoho podstatných detailů, které nám pomohou vysvětlit některé skutečnosti, a o přesnosti jeho výpovědí svědčí fakt, že dle jeho eposu Schliemann přesně lokalizoval Tróju. Homér nebyl současníkem událostí, o nichž vypráví, tudíž příběhy o trójské válce (do té doby tradované pouze ústně) mohly být při každé nové interpretaci rozšířeny a mistrovský básník jejich podobu ještě učinil košatější. Můžeme pouze konstatovat, že fakta, která Homér udává, jsou těžko oddělitelná od mytického podkladu. Velikost díla spočívá v Homérově úžasném básnickém umění, s nímž velice obratně líčí jednotlivé příběhy zúčastněných a události, které v jeho době hýbaly světem.

## Použitá literatura
- Homér. Ílias. 9. vydání. Praha: Odeon 1980.
- Robert GRAVES. Řecké mýty II. 1. vydání, Praha: Odeon 1982.
- Alain QUESNEL. Mýty a legendy: Egypt, Řecko, Galie. 2. vydání. Bratislava: GEMINI 1992.
- Margaret OLIPHANT. Atlas starověkého světa. 1. vydání. Bratislava: GEMINI 1993